# Hedriodiscus vertebrata
Hedriodiscus vertebrata is een vliegensoort uit de familie van de Stratiomyidae. De wetenschappelijke naam van de soort is voor het eerst geldig gepubliceerd in 1824 door Say.